# Tonalité de retour d'appel
Une tonalité ou sonnerie de retour (d'appel), ou en anglais : ringback tone, est un signal sonore entendu sur une ligne téléphonique par une personne qui émet un appel, après avoir composé le numéro de son correspondant, et en attendant qu'il décroche, pour lui confirmer que son correspondant est alerté de cet appel au moyen d'une sonnerie émise sur son terminal.
La tonalité de retour d'appel est générée par un commutateur, soit celui de l'appelant, soit celui du correspondant, mais jamais par le terminal en lui-même. La fréquence à laquelle la tonalité de retour d'appel est émise est généralement la même que pour la sonnerie chez l'appelé, mais avec éventuellement un décalage.

## Caractéristiques
Les caractéristiques de la tonalité de retour d'appel varient d'un pays à l'autre.

### Pays du Commonwealth
Au Royaume-Uni, Irlande, Nouvelle-Zélande et ou bien d'autres pays ayant des liens historiques avec le Commonwealth, c'est un double-bip, de fréquences 400 et 450 Hz superposées, consistant pour la plupart des pays en un bip de 0,4 seconde répété à 0,2 seconde d'intervalle, suivi d'une pause de 2 secondes. Il est célèbre pour avoir été inclus à la fin de la chanson Young Lust des Pink Floyd et au début de Hanging on the Telephone de Blondie.

#### Variations
En Australie, une tonalité de 400 Hz modulée par 17 Hz est utilisé à la place. Certains pays[Lesquels ?] utilisent également la sonnerie double bip avec une tonalité 425 ou 400 Hz sans aucune fréquence secondaire.

### Pays européens
Dans la plupart des pays européens, à l'exception du Royaume-Uni et de l'Irlande, Malte et Chypre la tonalité est utilisée selon les normes de l'European Telecommunications Standards Institute. Il s'agit en général d'un son de fréquence 425 Hz pendant 1 seconde suivi de 3 à 5 secondes de silence.
En France, la tonalité de retour d'appel sur le réseau de téléphonie fixe est réalisée par l'émission d'une onde de fréquence 440 Hz pendant 1,5 seconde, suivie de 3,5 secondes de silence, conformément aux spécifications techniques d'interface.

### Amérique du Nord
Dans le plan de numérotation nord-américain, et donc notamment aux États-Unis et au Canada, la tonalité de retour d'appel est générée en superposant des fréquences de 440 et 480 Hz pendant 2 secondes, suivies de 4 secondes de pause.

### Autres pays
La plupart des autres pays, de même que les commutateurs privés, utilisent une seule tonalité.

## Tonalités de retour d'appel personnalisées
Ces dernières années[Quand ?], les opérateurs de téléphonie, particulièrement mobile, proposent aux usagers de remplacer la tonalité de retour d'appel que leurs correspondants entendent en les appelant, par des mélodies ou des messages qu'ils peuvent choisir parmi une sélection. Ce type de service vient de Corée du Sud, où 70 % des possesseurs de mobile l'utilisent déjà.
Les tonalités musicales pour appelant permettent de personnaliser la sonnerie d’attente que les personnes qui appellent entendent. Ce service permet aux abonnés d'un opérateur téléphonique de remplacer leur tonalité de retour d'appel par des musiques personnalisées, parodie, message d'accueil vocal, des voix de personnes célèbres ou des effets sonores, proposés par les opérateurs télécoms qui proposent ce service tels que Free pour les lignes fixes ou encore Bouygues Telecom.
Cette modification s'effectue au niveau de l'infrastructure de l'opérateur. Ce service est donc un service réseau compatible avec tous les combinés du marché ; aussi bien sur le réseau fixe (RTC) que mobile, ou VoIP, un avantage face aux logos et autres sonneries.
En France, le service est proposé par Bouygues Telecom sous l'appelation « welcome sound », Orange sous le nom « fun tones », et Free avec un fichier personnalisé (format *.wav) « ring back tone ». Chez SFR, le service était baptisé « tona » avant sa désactivation. Au Sénégal, chez Tigo, le service est baptisé « tigo Backtones », En Algérie, chez Djezzy, le service est baptisé « ranati ».